# Hammer DeRoburt

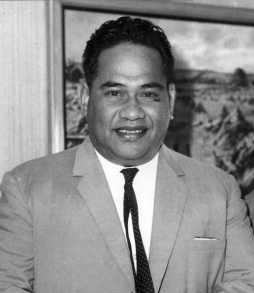
Hammer DeRoburt (1968)

Hammer DeRoburt GCMG, OBE (* 25. September 1922 auf Nauru; † 15. Juli 1992 in Melbourne) war der letzte Häuptling und – nach ihrer Unabhängigkeit – der erste Staatspräsident der Republik Nauru.
In den 1930er Jahren besuchte er als einer der ersten Nauruer eine australische Schule, das Geelong Technical College im australischen Bundesstaat Victoria. Nichtweiße Schüler bildeten dort nur eine kleine Minderheit. De Roburt fand aber Gefallen am australischen Schulsystem und wurde Mitglied des schulischen „Aussie Rules“ – Teams. Mit 18 Jahren kehrte er nach Nauru zurück und wurde von den Japanern gefangen genommen. Er war einer der 737 Überlebenden der japanischen Deportation eines Großteils der Nauruer nach Chuuk von 1942 bis 1946. Dieses Erlebnis prägte ihn stark und weckte in ihm den Wunsch, für die Unabhängigkeit der Insel zu kämpfen. Er übernahm 1951 den Vorsitz des Lokalen Regierungsrats, einer verwestlichten Form des früheren „Rates der Stammeshäuptlinge“. 1955 begann er als Chefunterhändler die Verhandlungen mit der Königlichen Phosphatgesellschaft und der Kolonialmacht Australien, welche Nauru als UN-Treuhandgebiet verwaltete. Aufgrund seiner australischen Schulbildung wurde er zum bevorzugten Gesprächspartner der australischen Verwalter.
DeRoburt führte das Land am 31. Januar 1968 in die Unabhängigkeit und wurde dessen erster Präsident. Dieses Amt sollte er mit Unterbrechungen insgesamt viermal ausüben: Seine erste Amtszeit währte bis Dezember 1976, als er von Bernard Dowiyogo abgelöst wurde, die zweite von Mai 1978 bis September 1986. Eine dritte Amtszeit folgte im Herbst 1986, die vierte und letzte dauerte dann von Dezember 1986 bis August 1989.
1982 nahm ihn Königin Elisabeth II. als Knight Grand Cross in den Order of the British Empire auf.
Er starb in Melbourne am 15. Juli 1992 an Diabetes mellitus.